# Assassinat de Fayçal ben Abdelaziz Al Saoud
L'assassinat de Fayçal ben Abdelaziz Al Saoud est survenu le 25 mars 1975 à Riyad, lorsque Fayçal ben Abdelaziz Al Saoud, roi d'Arabie saoudite, fut tué par balle par son neveu, le prince Fayçal ben Moussaïd.

## Assassinat
Le 25 mars 1975, le roi Fayçal reçoit la visite de son jeune neveu, le prince Fayçal ben Moussaïd, âgé de trente ans, qui parvient à entrer dans le palais avec son arme. Conduit devant le roi qui recevait une délégation koweïtienne, dont le ministre koweïtien du pétrole Abdel Mottaleb al-Kazimi, dans la bibliothèque de la cour royale, il attend d'être assez proche de son oncle pour sortir son revolver et tirer trois balles à bout portant, dont une qui le touche à la tête.
Ceinturé et assommé par les soldats de garde, le prince auteur du régicide est arrêté, tandis que le roi est évacué en urgence vers le King Fayçal Hospital de Riyad. Toujours vivant dans l’ambulance malgré ses blessures, le roi s’éteint sur la table d’opération.

## Motivations
Les motivations de Fayçal ben Moussaïd restent floues. Plusieurs théories ont été émises : 
- celle d'une vengeance familiale en représailles pour le meurtre de son frère aîné, Khaled ben Musaed (ar), qui avait mené des manifestations et des grèves au milieu des années 1960. Le 8 septembre 1965 il avait tenté de prendre d'assaut le siège de la télévision saoudienne avec des armes et fut tué par les forces du ministère de l'Intérieur (dont le futur roi Fahd était ministre)[2],[3],[4],[5].
- un différend financier[réf. souhaitée],
- un complot politique (à la suite d'un discours dans lequel le roi appelait les musulmans au « djihad » pour libérer la Palestine[6]).
- assassinat à l'instigation des États-Unis parce que le roi Fayçal avait coupé le pétrole aux États-Unis et à l'Occident pendant la guerre du Kippour. En effet Fayçal ben Moussaïd avait étudié aux États-Unis et sa vie sociale était dans le style occidental. Un des fils du roi, Khaled al-Fayçal (ar), a fait allusion à un rôle américain dans l'assassinat de son père dans l'un de ses poèmes Nabati[réf. souhaitée].

## Procès
Le prince Fayçal ben Moussaïd fut arrêté immédiatement après son crime et emprisonné.
Un temps décrit par le gouvernement saoudien comme un malade mental, ce que son amie américaine Christine Surma, qui a vécu avec lui pendant un certain temps, a nié, il fut déclaré sain d'esprit à la suite de son interrogatoire par des experts et des policiers, condamné à mort puis décapité à Riyad, conformément à la charia en vigueur dans le pays, le mercredi 18 juin 1975, quatre-vingt-deux jours après l'assassinat.
Le prince héritier Khaled ben Abdelaziz succéda à Fayçal en tant que roi, tandis que son demi-frère Fahd devint le nouveau prince héritier.